# Tuyên thánh

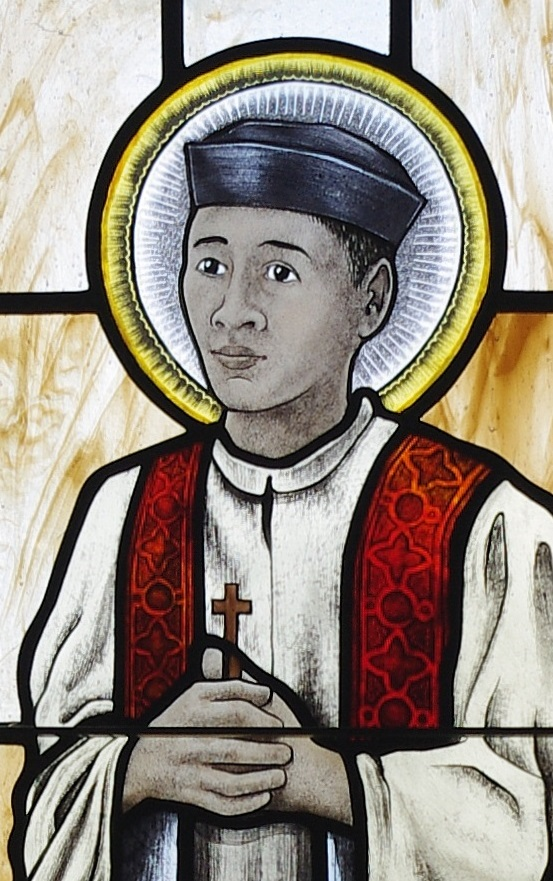
Thánh Anrê Dũng Lạc

Tôn Phong Hiển Thánh (thuật ngữ cũ: phong thánh) là nghi lễ mà Giáo hội Công giáo Rôma hoặc Chính Thống giáo Đông phương tuyên bố một Kitô hữu nào đó đã chết là một vị thánh, và được ghi vào trong sổ bộ các vị thánh của giáo hội.
Thuật ngữ tuyên thánh xuất phát từ chữ Kanon của tiếng Hy Lạp nghĩa là "thước đo mang giá trị chuẩn mực". Những tín hữu trong thế kỷ đầu của Kitô giáo đã tuyên bố rằng các tông đồ hoặc các người tử đạo là các vị Thánh. Sang những thế kỷ kế tiếp theo, những giáo dân có đời sống Thánh thiện, nêu gương sáng và thành mực thước cho người đời cũng được tuyên bố "đang ở trên thiên đàng" tức là Thánh. Như vậy, tiếng Việt thường dùng chữ "phong Thánh" là chưa chính xác, bởi vì các giáo hội không có thẩm quyền phong cho một cá nhân nào làm Thánh mà chỉ "tuyên Thánh" sau khi đã qua các thủ tục điều tra về họ. Quy trình tuyên Thánh của Giáo hội Công giáo Rôma được cho là khắt khe hơn cả.